# シルバースプリング (メリーランド州)
シルバースプリング（Silver Spring）は、アメリカ合衆国メリーランド州モンゴメリー郡にある非法人地域かつ国勢調査指定地域（CDP）である。人口は8万1015人（2020年）。ワシントンD.C.の北側に隣接している。

## 概要
シルバースプリング駅は、ワシントンメトロレッドラインとMARCの乗り換えが出来るため、利用者が多い駅である。駅周辺はオフィスビルが集積しており、CDPながらエッジシティの体裁を成している。
政府機関として商務省の海洋大気庁と国立気象局の本部が所在する。
チョイスホテルズインターナショナル、ディスカバリー・コミュニケーションズが本社を置いている。
ADRAの本部が所在する。

## 著名な出身者

### 文化
- ノーラ・ロバーツ（作家）
- レベッカ・シュガー（アニメーター）

### 芸能
- ダレル・ブリット＝ギブソン（俳優）
- ジェシー・T・アッシャー（俳優）

### スポーツ
- アキル・バドゥー（野球選手）
- ビクター・オラディポ（バスケットボール選手）
- ブレイディ・アンダーソン（野球選手）